# بابيت دويتش
بابيت دويتش (بالإنجليزية: Babette Deutsch)‏ (22 سبتمبر 1895، نيويورك في الولايات المتحدة - 13 نوفمبر 1982، نيويورك في الولايات المتحدة)؛ كاتِبة ومؤلِّفة، شاعرة، مترجمة، صحفية وروائية أمريكية. درست في كلية بارنارد.

## روابط خارجية
- بابيت دويتش على موقع الموسوعة البريطانية (الإنجليزية)
- بابيت دويتش على موقع ميوزك برينز (الإنجليزية)